# Ignacio de la Llave

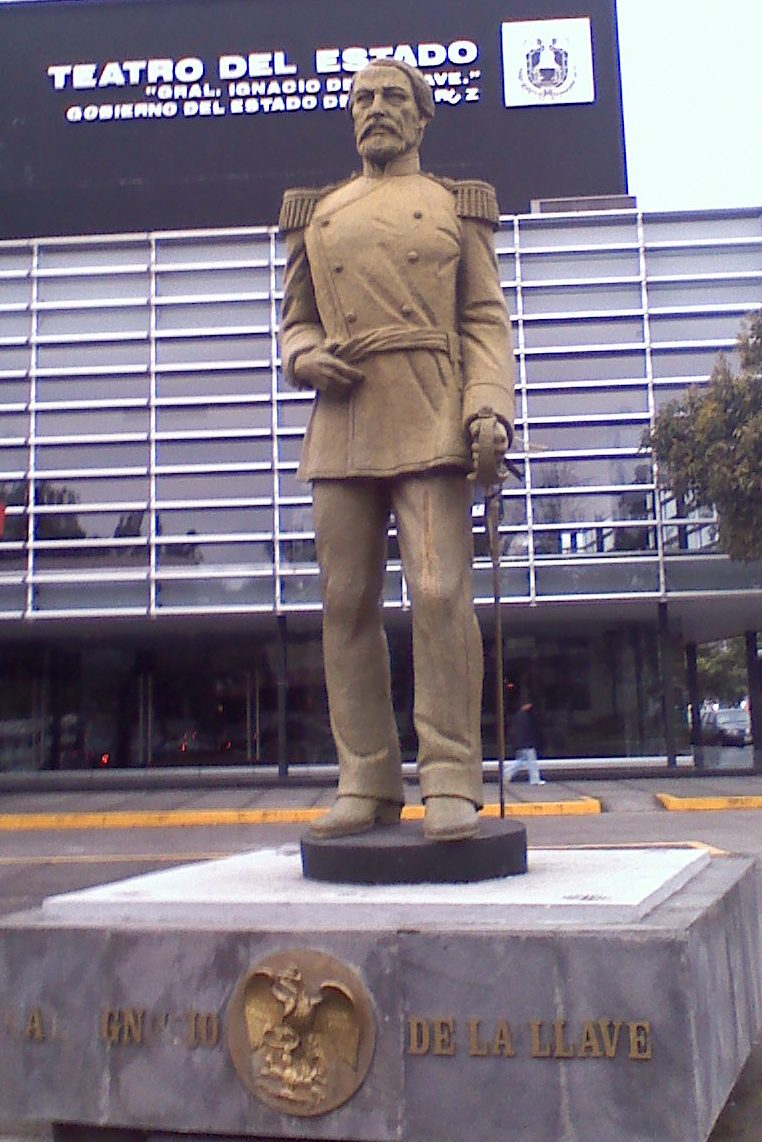
Denkmal für Ignacio de la Llave

Ignacio de la Llave (* 26. August 1818 in Orizaba; † 23. Juni 1863 in San Felipe) war ein mexikanischer General und Gouverneur des mexikanischen Bundesstaates Veracruz, der ihm zu Ehren seinen Namenszusatz trägt.

## Leben
Ignacio de la Llave y Segura Zevallos wurde als Sohn von Oberst Manuel de la Llave und seiner Frau Luz de Segura Zevallos in Orizaba geboren. Die Vorfahren seiner Eltern entstammten der spanischen Provinz Santander.
Ignacio de la Llave besuchte das Colegio Nacional de Orizaba. Das Schulinternat wurde 1825 von seinem Vater ins Leben gerufen, als dieser Bürgermeister von Orizaba war, wobei der junge Ignacio nur die Schule besuchte, aber nicht im Internat lebte.
Ignacio de la Llave war zeitlebens ein erbitterter Gegner des mehrfachen mexikanischen Staatschefs Santa Anna. Mit Beitritt in den oppositionellen Partido Liberal wählte er den steinigen Weg eines Revolutionärs.
Bereits mit 23 Jahren wurde der gelernte Jurist in seiner Heimatstadt Orizaba zum Richter ernannt.
Während seines Aufenthaltes in der Hafenstadt Veracruz 1842/43 radikalisierte sich sein liberales Gedankengut immer mehr, so dass er sich einem von General Mariano Paredes y Arrillaga angeführten Aufstand gegen Santa Anna anschloss, der zum (vorübergehenden) Sturz des Diktators führte. De la Llaves Teilnahme an dieser Aktion führte zu einem entsprechenden Anstieg seiner Popularität in der veracruzanischen Bevölkerung und er wurde bei den nächsten Wahlen in den Kongress des Bundesstaates Veracruz gewählt. Im gleichen Zeitraum engagierte er sich bei der Verteidigung der Stadt gegen die nordamerikanischen Invasoren.
Als 1853 der heutige Bundesstaat Veracruz kreiert wurde, wirkte De la Llave in führender Rolle an der Verfassung des Bundesstaates mit.
Doch kurze Zeit später kam sein erbitterter Rivale Santa Anna erneut an die Macht und ließ Ignacio de la Llave festnehmen. Bereits auf dem Gefangenentransport wurde De la Llave von liberalen Truppen befreit und er schloss sich der gewaltsamen Opposition unter Juan Álvarez Benítez an, der ihn zum Chef der revolutionären Truppen des Bundesstaates Veracruz ernannte. Nachdem Santa Anna erneut aus seinem Amt verdrängt war, erfolgte De la Llaves Ernennung zum General. Während seiner kurzen Amtszeit als vorläufig eingesetzter Gouverneur des Bundesstaates Veracruz im August 1855 machte er einige von Santa Annas Entscheidungen unverzüglich rückgängig, wozu unter anderem die Wiedereröffnung öffentlicher Schulen zählte, weil Bildung jedem Bürger ungeachtet seines Vermögens offenstehen sollte.
1857 wurde er vom damaligen Präsidenten Ignacio Comonfort zum Innenminister ernannt, verzichtete aber letztendlich auf diesen Posten. Wegen zunehmender Unzufriedenheit des politischen Klerus, des Militärs und der Oberschicht mit den liberalen Reformgesetzen kam es zum Reformkrieg, einem von Dezember 1857 bis Januar 1861 andauernden Bürgerkrieg, an dem De la Llave für die offiziellen Regierungstruppen als Divisionsleiter des Ostens teilnahm.
Nach dem siegreichen Ende des Reformkrieges begleitete De la Llave den neuen Präsidenten Benito Juárez nach Mexiko-Stadt und wurde von diesem zum Kriegsminister ernannt, kehrte aber bald nach Veracruz zurück, um seine Arbeit als Gouverneur dieses Bundesstaates aufzunehmen. Bald darauf tauchten infolge der französischen Intervention neue Probleme auf. De la Llave nahm an der siegreichen Schlacht bei Puebla teil und wurde wenige Wochen später in Kampfhandlungen am Cerro del Borrego bei seiner Heimatstadt Orizaba, die bald darauf von den französischen Truppen eingenommen wurde, verwundet. De la Llave gelang die Flucht, doch sein Gesundheitszustand verschlechterte sich auf der beschwerlichen Reise zusehends. In den frühen Morgenstunden des 23. Juni 1863 erlag er seinen Verletzungen auf der Hacienda de Barrio. Sein Leichnam wurde in die Stadt San Luis Potosí überführt und dort beerdigt. 1869 erfolgte die Verlegung seiner sterblichen Überreste auf den Friedhof seiner Heimatstadt Orizaba.

## Ehrungen und Auszeichnungen
Unmittelbar im Anschluss an die Nachricht seines Todes verfügte die Regierung von Veracruz mit Erlass vom 10. Juli 1863, dass der Bundesstaat die offizielle Bezeichnung „Veracruz-Llave“ (heute: „Veracruz de Ignacio de la Llave“) trägt.
Ferner gibt es im Bundesstaat Veracruz eine nach ihm benannte Gemeinde und in seiner Heimatstadt Orizaba ein nach ihm benanntes Veranstaltungsgebäude.